# 状态意识
状态意识（英語：Situation awareness, SA），中國大陸稱為态势感知，對應在時間和空間的環境性元素及事件的知覺，並包括對它們意思的理解，及對一些變數（例如時間或預定事件）改變後的狀態預測。它也是一個學科，專門研究環境中要素的理解對決策的影響，應用在複雜和動態的領域，包括航空、航空交通管制、航海導航、發電廠操作、軍事命令與控制、緊急服務例如滅火及警務，也包括普遍性而複雜的事情，例如駕駛汽車或騎單車。
状态意识包含了意識到附近發生什麼事情，以至到明白資訊、事件及自身的行動怎樣影響目的及目標，包括了即時性和即將發生的影響。若有人對状态意识擁有熟練的感應，他普遍對系統的輸入和輸出有更高度的知識，能夠掌控變數因而對情況、人、事件擁有"直覺"。缺乏状态意识或状态意识不足已被確定為人為錯誤事故的主要因素之一。所以，状态意识在資訊流相當高及差劣的決家可導致嚴重後果的工作範疇尤其重要，例如駕駛飛機、作為士兵及治療危重的病人。
状态意识的研究可分為三個方面：SA狀態、SA系統、SA過程。SA狀態指情況的實質認知。SA系統指状态意识在隊伍及環境中物件之間的分發，及在系統各部份之間的状态意识交流。SA過程指SA狀態的更新，及什麼瞬間變化導致了状态意识的改變。
擁有完整、準確及實時的状态意识在技術和情境複雜性對人類決策者成為問題的情景是至關重要的。状态意识已獲確認是一個關鍵卻常常是難以捉摸的基礎，更是成功的關鍵因素 。

## 安德斯雷模型
米卡·安德斯雷在1995年发表了一个SA状态的理论框架模型，而且一直被广泛使用。安德斯雷的模型对SA状态的组成描述为三个步骤或阶段：感知、理解和预测。
第一级SA——感知：达至SA的第一步是感知对环境中相关元素的状态、屬性和动向。因此，最基本的SA包括了监察、侦察线索及简单的辨认，以致意识到多个情境元素（物件、事件、人、系统、环境因素）及它们目前的状态（地点、境况、模式、动作）。
第二级SA——理解：SA的下一阶段包含了模式辨认、解釋和評價，把还没有关联的第一级SA的元素综合起来。第二级SA需要把资讯整合起来，并明白它会怎样对目的和目标做成影响。这包括了发展出一幅对所关注的事物的整体畫面。
第三级SA——预测：第三及最高级别的SA包括了对环境元素的未来动向作出投影。第三级SA需要同时先获得状态、动向及情况的理解（第一及二级SA），然後将这个资讯在时间上往前推以判断它会怎样影响操作环境的未来。
安德斯雷的SA模型也指出数个对发展及维持SA有影响的变数，包括个人、事务、环境性因素。例如，个人获取SA的能力不一致，所以仅仅给予相同的训练及系统不会保证不同人得到类似的SA。安德斯雷的模型显示了SA怎样「在复杂和动态的系统操作中提供基本依据给予随後的决策及表現」。虽然不能单靠此而保证成功的决策，SA却为必需的输入过程（侦察辨认、情况评估、预测）提供支持，这些也是好决策的基础。

## 相關概念
這個章節簡單描述了數個和状态意识有關的認知過程。下面所示的矩陣试图说明部份概念的關系。留意「状态意识」及「状态评估」在信息融合的复杂範疇更普遍討論，例如航空和军事行动，他們與实现即时战术目标有更多相關性。「意義建構」及達至「理解」在行业和组织心理学文献更常見，而且時常和達到長期戰略目標有關。
|      |                | 階段     | 階段     |
| 過程 | 效果           |          |          |
| ---- | -------------- | -------- | -------- |
| 目標 | 战术（短期）   | 状态評估 | 状态意识 |
| 目標 | 战略（长期）   | 意義建構 | 理解     |
| 目標 | 科学（更长期） | 分析     | 預測     |

### 状态理解
状态意识有時與状态理解混淆。在軍事命令与控制的應用中，状态理解指「考虑到部队或任务的完成度、完成任务的机会及资讯的差距下對單位的状态意识應用分析及判断以決定存在因素与形成逻辑结论之间關系的产物」。状态理解等同於安德斯雷模型的第2级SA：对资讯之意思的理解和其他单位在个体的目的上集成。被认为是“如此般”的数据。

### 状态評估
简单来说，状态意识被视为「一个知识的状态」，而状态評估则是用於达至获得该知识的「过程」。安德斯雷争议「把属於知识的一个状态的术语状态意识和达至该状态的过程分别出来是重要的。。这些在个体和情境之间可能差异很大的过程被称为状态評估或达到、获得或维持状态意识的过程。」注意状态意识不单是由状态評估的过程产生它也会以回朔方式导引这些过程。例如，一人目前的状态意识可以决定他对即将发生的事给予什麽注意力及他怎样解释察觉这些资讯。

### 心智模型
达至状态意识的其中一个先決條件是准确的心智模型。一个心智模型可以形容为在经历的过程之中发展的一套已完整定义、具组织性及动态的知识结构。对於不熟练的决策者而言，在固有的复杂操作环境中可处理的资料量或者会压倒性大於他们能有效率地处理和整合的级别。这样会造成資訊超載及对他们的状态意识构成负面影响。相对地，有经验的决策者评估和解释现有情况（等级1及等级2状态意识）并基於心智模型，即是储存在他们的长期记忆中的概念模式，选择一个適當的行动。环境中的线索激发了这些心智模型，其後引导出决程过程。

### 意義建構
Klein、Moon及Hoffman将状态意识和意義建構分别出来，如下：
...状态意识是关於达到的知识状态，即或现有的资料元素的知识，或资料形成的解释，或由这些解释产生的预测。作为对比，意義建構是关於达到这种成果的过程、策略及其中的障碍。
简单来说，意義建構更被视为「為了理解人、地點或事件之間的連繫性的一個有动力的、持续的努力，從而預料他們的軌跡及有效地行動」，而不是状态意识之下的知識狀態。安德斯雷指出，作為一個具效益的過程，意義建構是實際上可以說是用作維持状态意识的其中一環。在絕大多數情況下，状态意识是瞬间而不費力，由環境中的關鍵因素中作出模式識別而產生，「在諸如運動、駕駛、飛行、航空交通管制一類活動的操作速度在大部份情況下實際上不容許这種有意识地深思熟慮，但也有例外」。安德斯雷也指出意義建構是專注於過去，為過去所為生的事件組成解釋，然而状态意识通常是往前看，投射出可能發生的事情，以供有效地決策。